# Ocrida
Ocrida ou Ócrida (em búlgaro: Охрид; romaniz.: Ohrid), também menos comumente chamada Acrida, é uma cidade da Macedônia do Norte situada no sudoeste do país com uma população de cerca de 50 000 habitantes. Conjuntamente com o lago Ohrid, esta cidade é considerada património mundial pela UNESCO.
Em 2019 foi estendido até território da Albânia.